# Psilochorus californiae
Psilochorus californiae är en spindelart som beskrevs av Chamberlin 1919. Psilochorus californiae ingår i släktet Psilochorus och familjen dallerspindlar. Inga underarter finns listade i Catalogue of Life.